# Eragrostis retinens
Eragrostis retinens är en gräsart som beskrevs av Eduard Hackel och José Arechavaleta. Eragrostis retinens ingår i släktet kärleksgrässläktet, och familjen gräs. Inga underarter finns listade i Catalogue of Life.